# Azat, Gegharkunik
Azat là một đô thị thuộc tỉnh Gegharkunik, Armenia. Dân số ước tính năm 2011 là 152 người.